# Maejima Hisoka

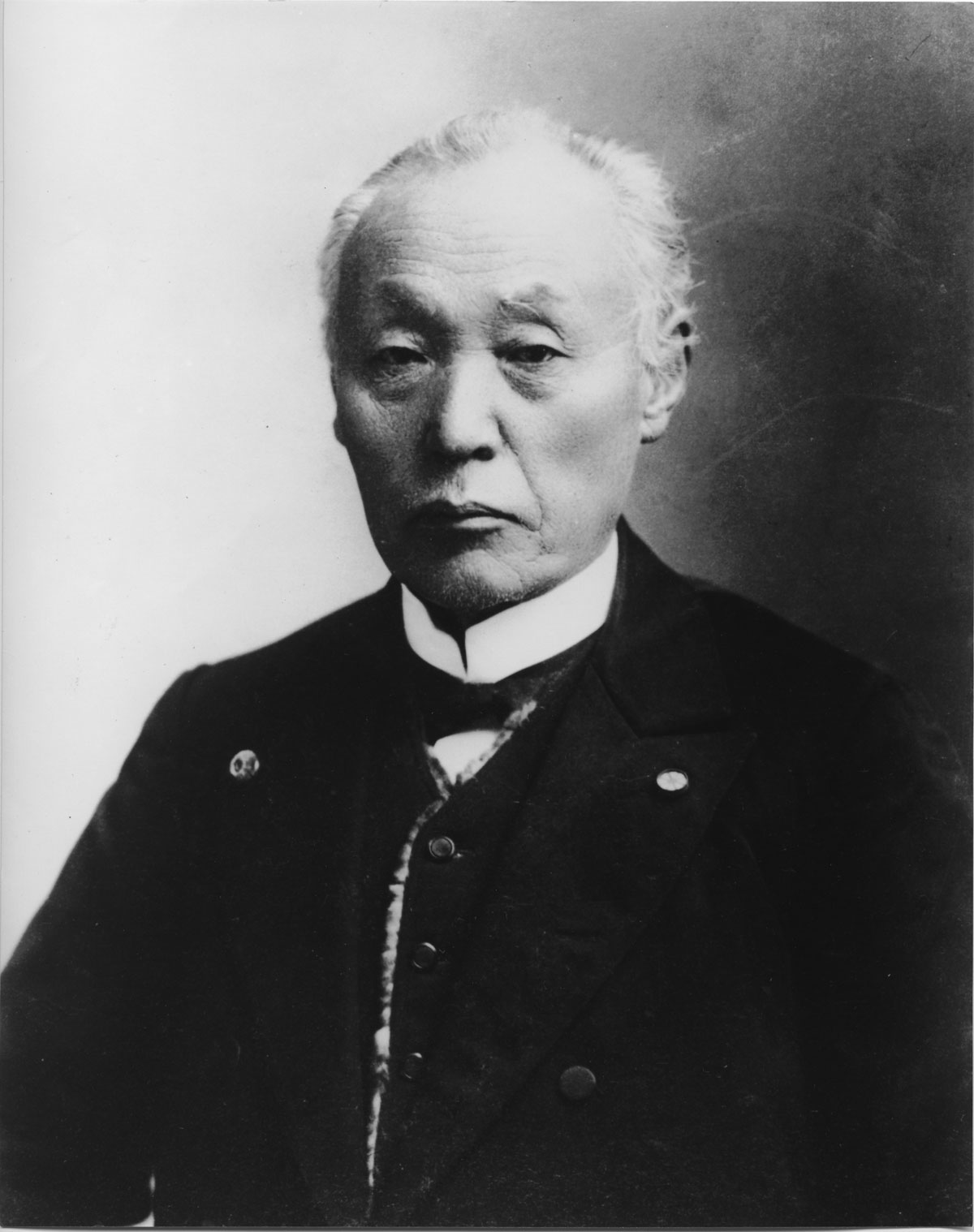
Maejima Hisoka

Maejima Hisoka (japanisch 前島 密; * 24. Januar 1835 in Shimoikebe, Landkreis Kubiki, Provinz Echizen (heute: Shimoikebe, Jōetsu, Präfektur Niigata); † 27. April 1919, eigentlicher Familienname war Ueno Fusagorō (上野 房五郎), gewöhnlich wurde er Raisuke (来輔) genannt, sein Künstlername (gō) war Kōsō (鴻爪)) war ein japanischer Staatsmann und Begründer des modernen japanischen Post-Systems.

## Leben und Werk
Maejima Hisoka ging 1847 in die Hauptstadt Edo, studierte zunächst Medizin, ging dann aber für das Bakufu nach Hakodate, um an der dortigen Ausbildungsstätte Kaiseisho (開成所) Holländisch und Englisch zu lernen. 1865 wurde er Englischlehrer an einer Ausbildungsstätte des Lehens Satsuma. 1867 kehrte er nach Edo zurück und übernahm die Nachfolge des Hauses Maejima, das Minister für das Bakufu stellte.
Nach der Meiji-Restauration befürwortete er Tokio als Hauptstadt der Meiji-Regierung und war am Innenministerium und Finanzministerium tätig. 1870 begab er sich zum Studium des Postwesens nach England. Nach seiner Rückkehr im folgenden Jahr wurde er Leiter der Post (駅逓頭, ekitei no kami) und richtete den Postbetrieb zwischen Tokio, Kyoto und Osaka ein. Es war Maejima, der die Bezeichnung yūbin (郵便) für „Post“ und kitte (切手) für „Briefmarken“ prägte. Später wurde er Präsident der Post (駅逓総官, ekitei sōkan) und setzte seine ganze Kraft für die Weiterentwicklung ein.
Bei der Regierungskrise 1881 verließ Maejima zusammen mit Ōkuma Shigenobu und anderen die Regierung, beteiligte sich aber an der Gestaltung der Verfassung. Von 1886 bis 1890 war er Präsident des Tokyo College, der späteren Universität Waseda. Von 1888 bis 1891 war er stellvertretender Minister für Kommunikation. In seinen späteren Jahren engagierte er sich unternehmerisch, besonders im Bereich der Eisenbahn. 1902 wurde er zum Baron (danshaku) ernannt.
Maejima war zudem seit 1860 ein engagierter Verfechter einer Schriftreform mit dem Ziel, die chinesischen Zeichen (kanji) abzuschaffen.
Erinnerungen an Maejima und die Entwicklung der Post werden in Jōetsu in dem Museum Maejima Kinenkan (前島記念館) gezeigt. Das Porträt von Maejima ist auf einer ganzen Reihe von Briefmarken erschienen, zuletzt 2007 in der „Gedenkserie zur Privatisierung von Einrichtungen“ (民営化発足, Mineika hossoku).